# De lastige kampioentjes
De lastige kampioentjes is het 42ste album in de stripreeks van FC de Kampioenen. Het album is uitgekomen in 2006 bij Standaard Uitgeverij. Hec Leemans tekende de strip met medewerking van Tom Bouden.

## Het verhaal
Mark en Bieke moeten de zolder gaan opruimen van het café, maar ook Fernand en Billie vinden dat interessant. Al gauw ontdekt Mark een hele doos vol met filmrolletjes van in de jeugd van Xavier, Boma, Oscar en DDT. Ze beslissen om naar de film te kijken en ontdekken de strafste dingen: Boma en DDT die racen met kinderwagens, de kampioenen die spullen stelen bij de vader van Fernand en DDT die leert autorijden.

## Hoofdpersonages
- Balthasar Boma
- Carmen Waterslaeghers
- Xavier Waterslaeghers
- Bieke Crucke
- Mark Vertongen
- Pascale De Backer
- Oscar Crucke
- Doortje Van Hoeck
- Pol De Tremmerie
- Fernand Costermans
- DDT
- Dolf De Tremmerie
- Boma senior
- Billie Coppens
- Pico Coppens

## Gastpersonages
- Oma Boma
- Georgette Verreth ("Ma DDT")
- Bernard Theofiel Waterslaeghers
- Kolonel Vandesijpe
- Albert Costermans
- Gerda Vandormael[1]